# Stenodyneriellus bannensis
Stenodyneriellus bannensis är en stekelart som först beskrevs av Schulthess 1934.  Stenodyneriellus bannensis ingår i släktet Stenodyneriellus och familjen Eumenidae. Inga underarter finns listade i Catalogue of Life.